# Castillo-palacio de Luchente

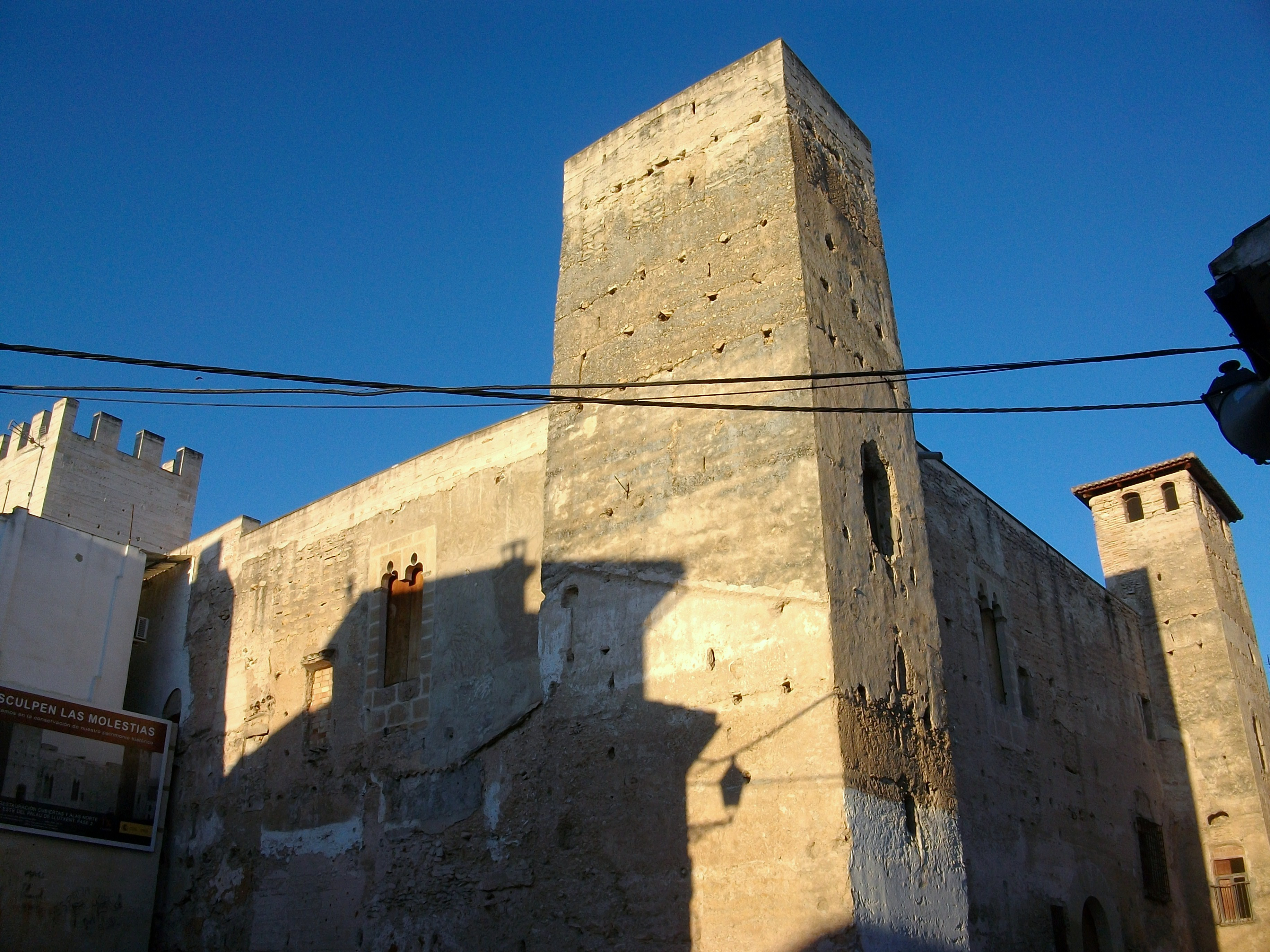

El Castillo Palacio Señorial de Luchente, también cocido como Palau Vell o Palacio de los Próxita, está ubicado en el casco urbano (aunque en la época de su construcción se encontraba totalmente exento dominando la villa desde su elevada situación) del municipio del mismo nombre, en la calle Castillo, en la comarca del Valle de Albaida, en la provincia de Valencia. Está catalogado como Bien de interés cultural, con el número de anotación ministerial: R-I-51-0010816, y fecha de anotación 25 de julio de 2002.

## Historia
Jaime I de Aragón donó el pueblo de Luxente a D. Juan de Próxita en 1277, y fueron sus sucesores los que erigieron el castillo, de ahí que uno de sus nombres haga referencia a esta familia.
Se considera que este castillo data de 1322-1327, siendo el estilo arquitectónico utilizado para su construcción el gótico; y a pesar de estar erigido en el casco urbano, tiene la parte más alta,  apartada con objeto controlar la entrada al Valle de Albaida desde la costa; tenía, pues, una función estratégica de vigilancia, que ejerció en los momentos de conflicto bélico. De hecho, la primera reforma de importancia tuvo lugar después de 1522 para reparar los desperfectos causados por el frustrado asalto de los agermanados, sobre todo en su parte superior, realizándose además otras obras que le añadirían elementos renacentistas.  Pero más tarde su construcción fue adaptándose a otros usos, sobre todo al iniciarse largos períodos de paz y estabilidad en la zona. En 1487, el castillo fue vendido a Pedro Maza de Lizana, quien, con el tiempo,  inicia una remodelación, que transformará  el castillo en palacio y lo convertirá en un centro de vida señorial, económica y administrativa, que llegó a ser residencia de los barones de Luchente. Se reforma sustancialmente el aspecto interior del edificio, así,  se añaden  nuevas estancias y se  incorporan nuevos elementos decorativos más acordes con los gustos de la época (gótico flamígero, que sustituye la austeridad anterior). Mientras,  el aspecto exterior apenas cambia. Al morir Brianda Maza sin sucesión, la baronía pasó a Ramón Lladró, Señor de Castalla. En 1575 se hizo cargo de ella Pedro Maza Lladró, Marqués de Terranova, primer Duque de Mandas. Perteneció luego al marquesado de Dos Aguas quienes lo vendieron a finales del siglo XIX, momento en el cual, se habilitan en su interior cinco viviendas independientes.
En los últimos años de la primera década del siglo XXI se hicieron muchas obras de mejora y restauración del Castillo-Palacio que se pudieron mostrar al público de nuevo a finales de 2010. Desde entonces se han hecho muchas y diversas actividades destinadas a explicar la historia del castillo-palacio, sus orígenes y la forma de vida en el palacio mediante visitas guiadas, visitas teatralizadas y recitales poéticos.

## Descripción
El castillo es de planta cuadrada, con cuatro torres adosadas a las esquinas. El patio interior es el punto central de la construcción, presentando el mismo dos alturas. La fachada destaca por la presencia de dos torres, rematadas con almenas cerradas, lo cual otorga diferentes alturas, así como la superposición de otra obra posterior rematada del mismo modo. Los muros son de tapial y los forjados están conformados en la planta baja por bóvedas y en las plantas superiores por artesonados de madera. La disposición de las aspilleras, así como mechinales y huecos de paso en los muros de tapial confirman su utilización como fortaleza. Durante los siglos XIV-XV deja de tener sentido el uso como fortaleza y se realizan una serie de reformas tendentes a su rehabilitación como residencia palaciega, dejando de tener uso las aspilleras, quedando impracticables, siendo en muchos casos tapadas.  En las fachadas sur y oeste, se abren grandes  ventanas góticas, trilobuladas y construidas con sillares. Las torres, también tienen ventanales, aunque de dimensiones más reducidas que los anteriores y enmarcados en arcos conopiales, decorados con motivos geométricos en su cara interna. En el muro posterior, encontramos una serie de almenas cegadas con arcos de medio punto que antiguamente sostendrían una techumbre. La entrada al edificio se realiza a través de un arco de medio punto adovelado en cuyo interior encontramos un arco rebajado, que conservan señales de los anclajes de las puertas. Como hemos dicho anteriormente el castillo tiene un  amplio patio central, alrededor del que se estructuran el resto de dependencias; destacando, por ejemplo, los restos del aljibe que se observan en  la parte izquierda. A la planta principal o noble, se accede mediante unas escaleras y galería cubierta de la cual se conservan dos columnas de fuste octogonal, típicas del gótico mediterráneo. Por los restos se puede afirmar que en la parte occidental del castillo, antiguamente había un gran salón con artesonado, del que solo se conservan algunas bigas decoradas con pinturas descubiertas recientemente y que se encuentra en fase de investigación, al igual que las pinturas decorativas de los muros de uno de los salones de la planta noble (estas pinturas estarían dentro del denominado gótico lineal y por los paralelos que se dispone podrían haberse realizado entre los años 1320 y 1360, época que coincidiría  con el momento correspondiente a la introducción de los ventanales bíforos). La planta baja, debía estar destina a diversos servicios, como dependencias para guardar herramientas de trabajo agrícola, las habitaciones del servicio, la bodega, etc., esta parte se caracteriza por tener una techumbre irregular y de menos altura. El entresuelo, sería el espacio donde se ubicaría la vivienda del administrador, dónde destaca el decorado artesonado.